# Perjuangan (Teluk Nibung)
Perjuangan is een bestuurslaag in het regentschap Tanjung Balai van de provincie Noord-Sumatra, Indonesië. Perjuangan telt 6403 inwoners (volkstelling 2010).